# Joseph Mermans
Josephus Antoon Louisa Mermans (Merksem, 16 de fevereiro de 1922 — Wildert, 20 de janeiro de 1996) foi um futebolista belga que atuava como atacante. Jogou grande parte de sua carreira no Anderlecht, com quem ganhou sete títulos do Campeonato Belga e terminou como artilheiro desta competição três vezes. Ele jogou 399 jogos e marcou 367 gols na primeira divisão.
Mermans jogou 56 partidas com a Seleção Belga, 2 das quais na Copa do Mundo de 1954. Ele também é o 4º artilheiro da seleção da Bélgica com 27 gols.

## Títulos
Anderlecht
- Campeonato Belga: 1946–47, 1948–49, 1949–50, 1950–51, 1953–54, 1954–55, 1955–56

### Prêmios individuais
- Chuteira de Ouro Belga do Século XX (1995): 9º lugar

### Artilharias
- Campeonato Belga de 1946–47 (39 gols)
- Campeonato Belga de 1947–48 (23 gols)
- Campeonato Belga de 1949–50 (37 gols)